# Brian Plat
Brian Plat (Volendam, Países Bajos, 5 de abril de 2000) es un futbolista neerlandés que juega de defensa en el K Beerschot VA de la Primera División de Bélgica.

## Trayectoria
Jugó en la cantera del FC Volendam hasta 2018. Jugó en el equipo de reserva Jong FC Volendam a partir de 2017, con el que se perdió el ascenso de la Derde Divisie a la Tweede Divisie de tercera división a través de los play-offs de la temporada 2017-18. La temporada siguiente consiguió el ascenso a la Tweede Divisie cuando el Jong FC Volendam ganó el título en la Derde Divisie Sunday.
El 13 de octubre de 2019 debutó como profesional en el primer equipo del Volendam en un empate 1-1 en casa contra el FC Den Bosch.

## Estadísticas

### Clubes
Actualizado al último partido disputado el 3 de noviembre de 2024.
| Club                          | Div.          | Temporada     | Liga  | Liga  | Copas nacionales | Copas nacionales | Copas internacionales | Copas internacionales | Total | Total |
| Club                          | Div.          | Temporada     | Part. | Goles | Part.            | Goles            | Part.                 | Goles                 | Part. | Goles |
| ----------------------------- | ------------- | ------------- | ----- | ----- | ---------------- | ---------------- | --------------------- | --------------------- | ----- | ----- |
| F. C. Volendam · Países Bajos | 2.ª           | 2019-20       | 7     | 0     | 0                | 0                | —                     | —                     | 7     | 0     |
| F. C. Volendam · Países Bajos | 2.ª           | 2020-21       | 27    | 1     | 1                | 0                | —                     | —                     | 28    | 1     |
| F. C. Volendam · Países Bajos | 2.ª           | 2021-22       | 19    | 0     | 1                | 0                | —                     | —                     | 20    | 0     |
| F. C. Volendam · Países Bajos | 1.ª           | 2022-23       | 29    | 0     | 1                | 0                | —                     | —                     | 30    | 0     |
| F. C. Volendam · Países Bajos | 1.ª           | 2023-24       | 27    | 0     | 1                | 0                | —                     | —                     | 28    | 0     |
| F. C. Volendam · Países Bajos | Total club    | Total club    | 109   | 1     | 4                | 0                | 0                     | 0                     | 113   | 1     |
| K Beerschot VA · Bélgica      | 1.ª           | 2024-25       | 11    | 0     | 1                | 0                | —                     | —                     | 12    | 0     |
| K Beerschot VA · Bélgica      | Total club    | Total club    | 11    | 0     | 1                | 0                | 0                     | 0                     | 12    | 0     |
| Total carrera                 | Total carrera | Total carrera | 120   | 1     | 5                | 0                | 0                     | 0                     | 125   | 1     |